# F-Zero GX
F-Zero GX é um jogo eletrônico desenvolvido pela Amusement Vision e publicado pela Nintendo para o Nintendo GameCube no ano de 2003. Ele roda em uma versão aprimorada do motor usado em Super Monkey Ball. O jogo recebeu uma versão arcade, denominada F-Zero AX.
F-Zero GX é o sucessor de F-Zero X (Nintendo 64) e continua com o estilo de corrida difícil e de alta velocidade da série, mantendo a jogabilidade básica e os controle visto nele. Uma grande ênfase é colocada na memorização e nos reflexos nos traçados da pista. GX introduz um "modo história", onde o jogador assume o papel do piloto F-Zero Capitão Falcon através de nove capítulos enquanto completa várias missões.
O projeto GX e AX foi a primeira colaboração significativa no mercado de videogame entre Nintendo e Sega após a Sega sair da produção de consoles em 2001. GX foi bem recebido pela crítica por seus visuais, ação intensa, alto senso de velocidade e design de pista, enquanto sua alta dificuldade foi criticada. Foi o ultimo jogo de F-Zero a ser lançado para um console de mesa ate o lançamento de F-Zero 99.

## Jogabilidade
F-Zero GX é um jogo de corrida futurista onde até trinta competidores correm em circuitos enormes dentro de máquinas movidas a plasma em um Grande Prêmio intergaláctico. Por ser o sucessor de F-Zero X ele continua com o estilo de jogabilidade mais difícil e de alta velocidade visto na série. Os traçados da pista incluem tubos fechados, cilindros, saltos complicados e caminhos no estilo de montanha-russa. Alguns circuitos estão repletos de obstáculos inatos, como manchas de terra e minas. Uma grande ênfase é colocada na memorização das pistas e nos reflexos durante a corrida, o que auxilia na conclusão do jogo. Cada máquina tem um comportamento diferente, habilidades próprias que afetam o desempenho do veiculo como seu peso e uma característica de aderência, impulso e durabilidade classificada em uma escala de A a E (do melhor ao pior).
Antes de uma corrida, o jogador é capaz de ajustar o equilíbrio do veículo entre a aceleração máxima e a velocidade máxima, podendo priorizar apenas uma das categorias. Os percursos também podem ter placas de salto, que lançam os veículos no ar, permitindo-lhes fazer curvas. 
Cada máquina possui um medidor de energia, que tem duas finalidades:
- Medidor da saúde da máquina que diminui em caso de acidentes ou ataques de pilotos adversários.[12]
- Aumento da velocidade podem sacrificar energia para fazê-lo.[12]

As áreas dos boxes e as zonas de velocidade estão localizados em vários pontos ao redor da pista para a passagem dos veículos. O primeiro reabastece a energia, enquanto o último aumenta a velocidade sem consumir energia. Quanto menos tempo gasto na área do poço, menos energia será regenerada. 
F-Zero GX apresenta vários modos e opções de jogo:
- Grand Prix: o jogador corre contra vinte e nove oponentes em três voltas em cada pista em uma copa sendo 4 copas disponíveis no jogo diretamente e uma extra.[10] Cada copa tem quatro níveis de dificuldade,[13] sendo que, caso o jogador acaba tendo sua maquina destruida, o jogador poderá continuar a partida caso tenha algum continues (maquinas sobressalentes), sendo que a quantidade de continues é definido pela dificuldade que o jogador definiu. Os jogadores ganham um certo número de pontos ao terminar uma pista dependendo de sua colocação, sendo o vencedor do circuito o personagem que recebe o maior total de pontos.[10]
- Vs. Battle é o modo multiplayer onde dois a quatro jogadores podem competir simultaneamente.
- Time Attack permite ao jogador escolher qualquer pista e completá-la no menor tempo possível.[14] Foi estabelecido um sistema de Ranking pela internet onde os jogadores inserem uma senha no site oficial do F-Zero e são classificados com base em sua posição no banco de dados. Os jogadores recebem uma senha após completar uma corrida Time Attack, que registra o tempo e a máquina utilizada.[15] Jogador fantasmas, reconstituições transparentes das performances do Time Attack do jogador, podem ser salvos em cartões de memória para posterior corrida como forma de incentivar o jogador a continuar a bater seu recorde. Até cinco fantasmas podem competir simultaneamente. [16]
- Pratice Mode: permite o jogador praticar nas pistas do jogo, podendo decidir as voltas, as maquinas e suas dificuldades.[17]
- Story Mode: grande novidade da franquia, nesse modo o jogador assume o papel do piloto F-Zero, Capitão Falcon, em nove capítulos de vários cenários de corrida; como o regimento de treinamento do Falcon, uma corrida contra um rival através de um desfiladeiro com pedras caindo, atacar e eliminar a gangue de um rival e escapar de um prédio em colapso através do fechamento de portas antiexplosivo. Cada capítulo pode ser concluído em níveis de dificuldade normal, difícil e muito difícil.[18]
- Replay Mode: permite que a jogabilidade salva do Grand Prix e do Time Attack seja reproduzida com diferentes ângulos de câmera e música do jogo. [19]
- Pilot Profile: contém a biografia de cada personagem, música tema, informações sobre sua máquina e uma curta sequência de vídeo em movimento .[20]
- Customize:  é dividido entre F-Zero Shop, Garage e Emblem Editor:
  - F-Zero Shop é o lugar onde o jogador podera adquirir maquinas, peças das maquinas e outros itens como circuitos, capitulos do modo historia entre outros itens[21]  Na seção
  - Garage: os jogadores podem criar um veiculo com três peças personalizadas ou imprimir emblemas em qualquer veículo. As peças são divididas em categorias de carroceria, cabine e booster e afetam a durabilidade geral, velocidade máxima, curvas e aceleração do veículo.[22]
  - Emblem Editor: modo presente dentro do modo Garage. permite aos jogadores criar decalques para serem colocados as maquinas.[23]

## Copas
| Ruby Cup                    | Sapphire Cup              | Emerald Cup                     | Diamond Cup                    | AX Cup                      |
| --------------------------- | ------------------------- | ------------------------------- | ------------------------------ | --------------------------- |
| Mute City (Twist Road)      | Big Blue (Drift Highway)  | Fire Field (Cylindre knot)      | Cosmo Terminal (Trident)       | Aeropolis (Screw Drive)     |
| Cassino Palace (Split Oval) | Port Town (Aero Drive)    | Green Plant (Intersection)      | Sand Ocean (Lateral Shift)     | Outer Space (Meteor Stream) |
| Sand Ocean (Surface Slide)  | Green Plant (Mobius Ring) | Cassino Palace (Double Brances) | Fire Field (Undulation)        | Port Town (Cylindre Wave)   |
| Lightning (Loop Cross)      | Port Town (Long Pipe)     | Lightning (Half Pipe)           | Aeropolis (Dragon Slope)       | Lightning (Thunder Road)    |
| Aeropolis (Multiplex)       | Mute City (Serial Gape)   | Big Blue (Ordeal)               | Phantom Road (Slim-line SlitsO | Green Plant (Spiral)        |
| Não Tem                     | Não Tem                   | Não Tem                         | Não Tem                        | Mute City (Sonic Oval)1     |

1 Não está disponível no modo Grand Prix.

### Curiosidades
- Cassino Palace na versão japonesa se chama "Vegas Palace".
- O jogo foi o primeiro jogo a ter a Sega participando de um produto produzido pela Nintendo, isso aconteceu por causa da saída da Sega do ramo de produzir consoles de mesa.[24]
- F-Zero AX esta dentro do disco de F-Zero GX, porem não é acessível normalmente, a única maneira de acessar o jogo e por meio de GameShark.[25]
- Caso o jogador tenha o save do F-Zero GX dentro do Memory Card, desbloqueia personagens no F-Zero AX.

## Desenvolvimento e lançamento
A Ideia de fazer um F-Zero com a colaboração da Sega nasceu apos o lançamento do jogo Super Monkey Ball para o GameCube, com isso, houve uma oportunidade da Nintendo e a Sega começarem a trabalharem juntas, ao mesmo tempo a Sega e a Namco tiveram algumas discussoes a respeito do Hardware do Nintendo Gamecube, com a percepção de ser um aparelho muito bom para fazerem jogos em estilo arcade, e em 2002 foi anunciado o sistema arcade Triforce, sendo uma Colaboração da Sega, Nintendo e Namco.
Toshihiro Nagoshi foi sugerido para desenvolver um jogo de corrida e concordou sob a condição de que ele poderia criar algo único - que fosse o próximo capítulo da série F-Zero da Nintendo. Nagoshi considerou recusar o projeto devido à pressão combinada de causar uma grande impressão na Nintendo e criar o próximo capítulo de uma franquia estimada, mas sua curiosidade sobre o que ele e sua equipe poderiam criar superou sua hesitação e medo sobre o projeto.
Em março de 2002, um anúncio da Sega e da Nintendo revelou que a Amusement Vision e a Nintendo colaborariam para lançar 2 jogos da franquia F-Zero sendo um para o arcade Triforce e o outro para o GameCube. F-Zero GX e AX foi a primeira colaboração significativa de software entre Nintendo e Sega, e o anúncio de que a Nintendo havia lidado com o desenvolvimento de uma de suas franquias para a ex-concorrente Sega foi uma surpresa para alguns críticos. Nagoshi afirmou que F-Zero de 1991 influênciou ele criar Daytona USA e outros jogos de corrida. Para Shigeru Miyamoto, criador da franquia F-Zero a Nintendo "ganhou muitos fãs entre os desenvolvedores de jogos atuais, incluindo produtores famosos como o Sr. Nagoshi, que cresceu jogando jogos da Nintendo e é grande fã de alguns de nossos títulos", e pensaram que a colaboração resultou em uma "verdadeira evolução da série F-Zero ", aprimorando a simulação de corridas em altas velocidades e expandindo o "mundo F-Zero em grande escala".
Embora a Amusement Vision tenha sido responsável pela maior parte do desenvolvimento do jogo, Miyamoto e Takaya Imamura da Nintendo EAD supervisionaram de perto o jogo. A Sega cuidou do planejamento e execução e a Nintendo foi responsável pela supervisão de seu produto. Nagoshi estava inicialmente preocupado com as diferenças de opinião entre as duas empresas e mencionou: "Se a Nintendo planejasse nos ajudar durante o desenvolvimento, eu teria sugerido que eles próprios desenvolvessem o jogo. Dessa forma, poderíamos nos concentrar em um projeto que refletisse as habilidades do nosso estúdio. . Achei que isso causaria uma guerra, mas me disseram que a maior parte da responsabilidade seria deixada para nós." F-Zero GX roda em uma versão aprimorada do motor de desenvolvimento usado em Super Monkey Ball . Durante o desenvolvimento do jogo, Nagoshi se concentrou no que ele chamou de "interface" e "ritmo" autoexplicativos para dar uma sensação rítmica à forma como as faixas são dispostas. A trilha sonora do jogo apresenta uma variedade de músicas de estilos musicais rock e techno. Shojii é conhecido por ter participado das trilhas musicais em Daytona USA 2 e Fighting Vipers 2, enquanto Kasho trabalhou na série Gran Turismo. Kasho compôs os temas dos personagens e suas letras foram de Alan Brey. Tanto Shoji quanto Kasho supervisionaram a masterização de áudio da trilha sonora. F-Zero GX é o primeiro jogo da franquia a apresentar um modo história. Toshihiro Nagoshi, um dos co-produtores do jogo, afirmou que este modo foi incluído porque a equipe de desenvolvimento sentiu que o universo F-Zero era único e queria explicar algumas das motivações dos personagens e dar corpo ao mundo do jogo.
A Nintendo revelou a primeira imagem de F-Zero GX na E3 de 2002. Embora se soubesse que o jogo existia vários meses antes, ele permaneceu a portas fechadas até aquela conferência. No início de março de 2003, segundo o site oficial da Nintendo, F-Zero (Ambos os Jogos) foi adiado por dois meses. Por meio de uma videoconferência ao vivo do Japão em 7 de julho, Miyamoto, Nagoshi e Imamura responderam a perguntas sobre os dois jogos F-Zero . Lá, Miyamoto anunciou que a versão japonesa do jogo estava finalizada e em breve estaria disponível ao público. Nagoshi mencionou que na E3 2003, ele esperava que eles tivessem tempo para incluir um modo multijogador via Internet (Por meio de LAN), mas eles optaram por não oferecer suporte a este modo. A equipe de desenvolvimento se concentrou mais nos aspectos single-player do jogo, e um modo multijogador LAN iria desviar bastante a atenção dele. Imamura comentou que embora tenha trabalhado diretamente no F-Zero ao longo de suas diferentes encarnações, desta vez ele deu um "passo para trás e se envolveu como uma espécie de produtor na supervisão do jogo". Imamura acrescentou "tendo trabalhado na série F-Zero, e vendo os resultados da colaboração com a Sega, fiquei sem saber como podemos levar a franquia além de F-Zero GX e AX ."
Publicado pela Nintendo para o GameCube F-Zero GX foi lançado no Japão em 25 de julho de 2003, na América do Norte em 25 de agosto, na Austrália em 24 de outubro, e na Europa em 31 de outubro. Apos o lançamento das versões GX e AX, foi lançado F-Zero GX/AX Original Soundtracks, um conjunto de dois CDs composto de trilhas sonoras de BGM para os videogames GX e sua contraparte de arcade, foi lançado no Japão pela gravadora Scitron Digital Content em 22 de julho de 2004. O primeiro disco consiste em quarenta e uma faixas e o segundo tem quarenta com uma faixa adicional reorganizada por AYA (Ayako Sasō) do Supersweep de "Big Blue".

## Recepção e Vendas
F-Zero GX recebeu criticas positivas, tendo uma media de 89 no Metacritic a IGN deu nota 9.3/10 destacando que as duvidas a respeito da produtora do jogo foram todas evaporadas a EuroGamer de nota 9/10.
F-Zero GX vendeu ao todo mais de 600 mil copias no mundo todo